# Jesse Grupper
Jesse Grupper (Nueva York, 6 de enero de 1997) es un deportista estadounidense que compite en escalada. En los Juegos Panamericanos de 2023 obtuvo una medalla de oro en la prueba combinada.

## Palmarés internacional
| Juegos Panamericanos | Juegos Panamericanos | Juegos Panamericanos | Juegos Panamericanos |
| Año                  | Lugar                | Medalla              | Prueba               |
| -------------------- | -------------------- | -------------------- | -------------------- |
| 2023                 | Santiago (Chile)     | Medalla de oro       | Combinada            |